# Gare de Montville
La gare de Montville est une gare ferroviaire française de la ligne de Malaunay - Le Houlme à Dieppe, située sur le territoire des communes d'Eslettes et de Montville, dans le département de la Seine-Maritime, en région Normandie.
Elle est mise en service en 1848 par la Compagnie anonyme des chemins de fer de Dieppe et de Fécamp.
C'est devenu une halte de la Société nationale des chemins de fer français (SNCF), desservie par des trains TER.

## Situation ferroviaire
Établie à 82 mètres d'altitude, la gare de Montville est située au point kilométrique (PK) 154,396 de la ligne de Malaunay - Le Houlme à Dieppe, entre les gares de Malaunay - Le Houlme et de Clères.

## Histoire
La station de Montville est mise en service le 1er août 1848 par la Compagnie anonyme des chemins de fer de Dieppe et de Fécamp, lorsqu'elle ouvre à l'exploitation les 51 km de sa ligne de Malaunay à Dieppe.
En 2015, SNCF estime la fréquentation annuelle à 187 118 voyageurs.

## Service des voyageurs

### Accueil
Halte SNCF, c'est un point d'arrêt non géré (PANG) à accès libre, équipé d'automates pour l'achat de titres de transport.
Une passerelle permet la traversée des voies et l'accès aux quais.

### Desserte
Elle est desservie par les trains TER Normandie (ligne de Rouen-Rive-Droite à Dieppe).

### Intermodalité
Un parking pour les véhicules y est aménagé.